# Ernest Henley
Ernest John Henley (ur. 31 marca 1889 w Brighton, zm. 14 marca 1962 tamże) – brytyjski lekkoatleta (średniodystansowiec i sprinter), medalista olimpijski z 1912.
Zdobył brązowy medal w sztafecie 4 × 400 metrów na igrzyskach olimpijskich w 1912 w Sztokholmie. Sztafeta brytyjska w składzie: George Nicol, Henley, James Soutter i Cyril Seedhouse ustanowiła w eliminacjach rekord Europy wynikiem 3:19,0, a w biegu finałowym zajęła 3. miejsce za zespołami Stanów Zjednoczonych i Francji. Na tych igrzyskach Henley startował również w biegu na 400 metrów i w biegu na 800 metrów, ale w obu przypadkach odpadł w półfinale.